# Довданов Володимир Анатолійович
Володимир Анатолійович Довданов (рос. Владимир Анатольевич Довданов, нар. 18 листопада 1959, Городовиковськ, КалмАРСР, РРФСР, СРСР) — калмицький політик та громадський діяч, один із лідерів калмицького національного руху.
Член Ліги вільних націй, спікер Форуму Вільних Держав Постросії, заступник голови Ойрат-калмицького народного конгресу, який виступає за незалежність Калмикії від Російської Федерації. Визнаний іноземним агентом у РФ.

## Біографія
Володимир Довданов народився 1959 року в Городовиковську (калмицька назва — Башанта) незабаром після того, як його батьки повернулися з Сибіру, куди калмики були депортовані під час сталінських репресій. За радянських часів працював у міліції республіканської столиці Елісти. У 1991 році заснував першу федерацію тхеквондо в Калмикії.
У 2004–2005 роках працював міністром молодіжної політики, спорту та туризму Республіки Калмикія, потім керівником територіального управління Федеральної служби фінансових ринків у Волгоградській та Астраханській областях. З 2011 року член партії «Яблуко».
2022 року Довданов засудив російське вторгнення в Україну і закликав калмиків не брати участі у війні. Після цього він був змушений емігрувати до Литви, де отримав політичний притулок.